# Салат (страва)
Сала́т (від італ. salato, salate — солоне) — страва, що готується з різних сирих, запечених на грилі, відварених чи солених, маринованих продуктів. Назва салату залежить від його складників. Це може бути власне салат, різна зелень, коренеплоди, гриби, картопля, огірки, боби, фрукти, сир, риба та морепродукти та ін. Також додаються приправи, наприклад оцет, рослинна олія, майонез, сметана, гірчиця, сіль, перець і т. д. Салати подаються як закуска (hors d'oeuvre) до смаженого м'яса, риби чи як самостійна страва.
Салат готується з кількох видів овочів (салати Літній, Київський та ін.). До багатьох салатів входять м'ясо, птиця, риба та продукти морського промислу, яйця. Продукти для салатів нарізають тоненькими скибочками, кружальцями, маленькими кубиками, деякі шинкують соломкою. Також салати готують консервованими, як то салат «Ніжинський», «Донський».
Овочеві салати стимулюють апетит, сприяють виділенню шлункових соків, сприяють перетравленню іншої їжі а також засвоєнню організмом людини жирів, білків та вуглеводів.
Овочі нейтралізують гальмівний вплив жирів на секреторну функцію шлунку.
Також овочі в поєднанні з жирами мають жовчогінну дію.

## Популярні салати
- Вінегрет
- Мімоза
- Олів'є
- Оселедець під шубою
- Капустяний салат
- Фруктовий салат

## Галерея

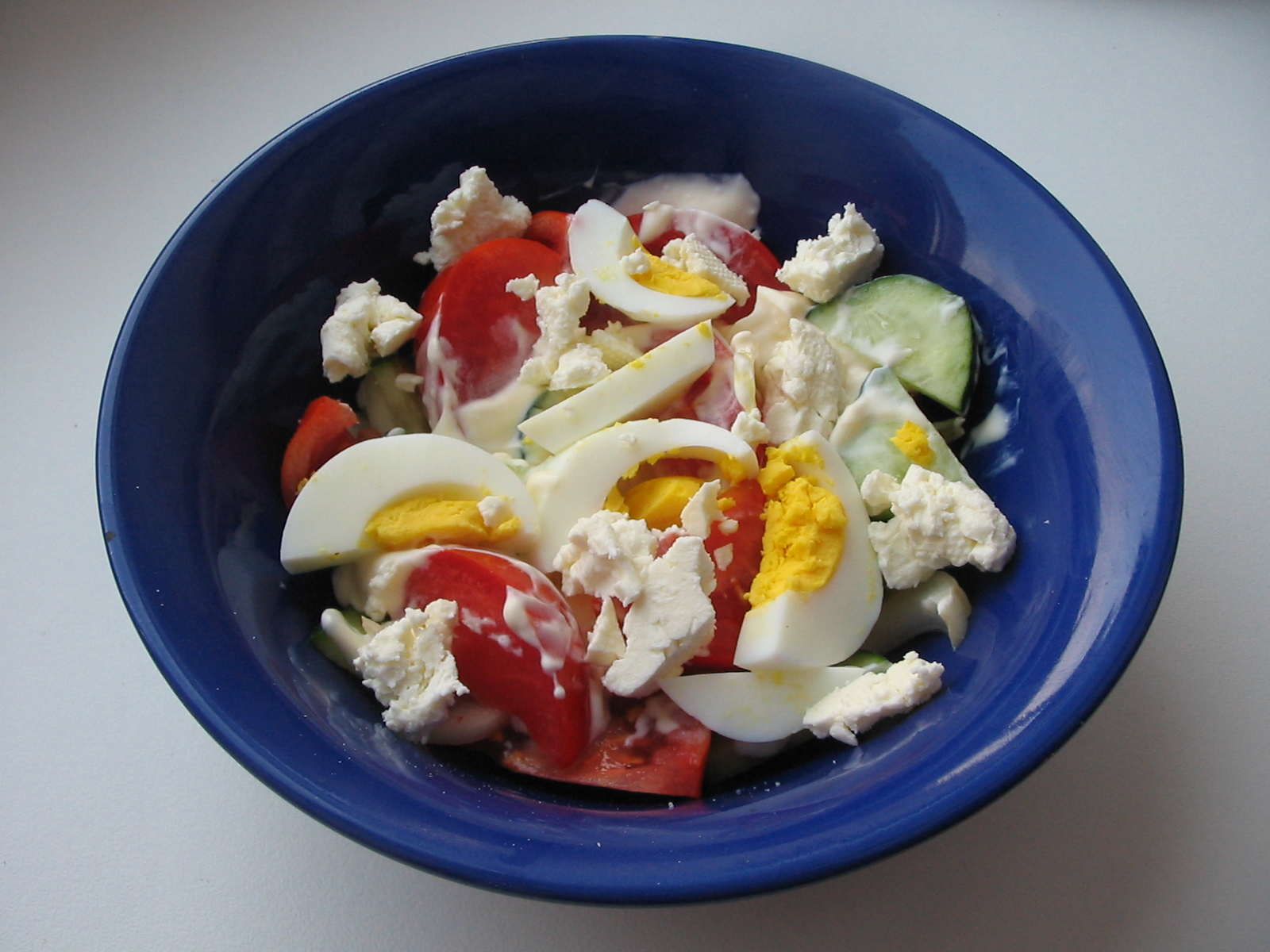
Салат овочевий
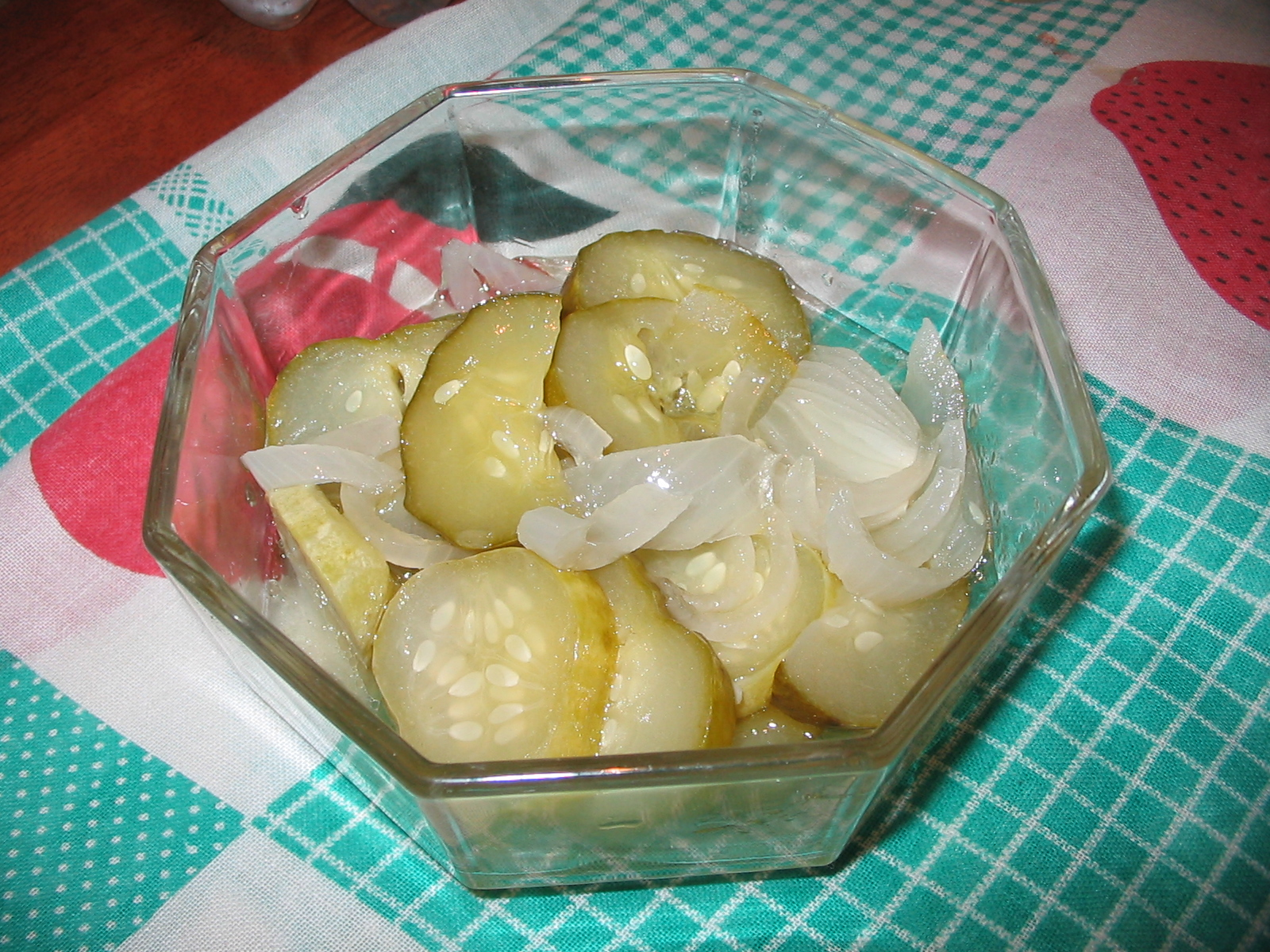
Салат Ніжинський
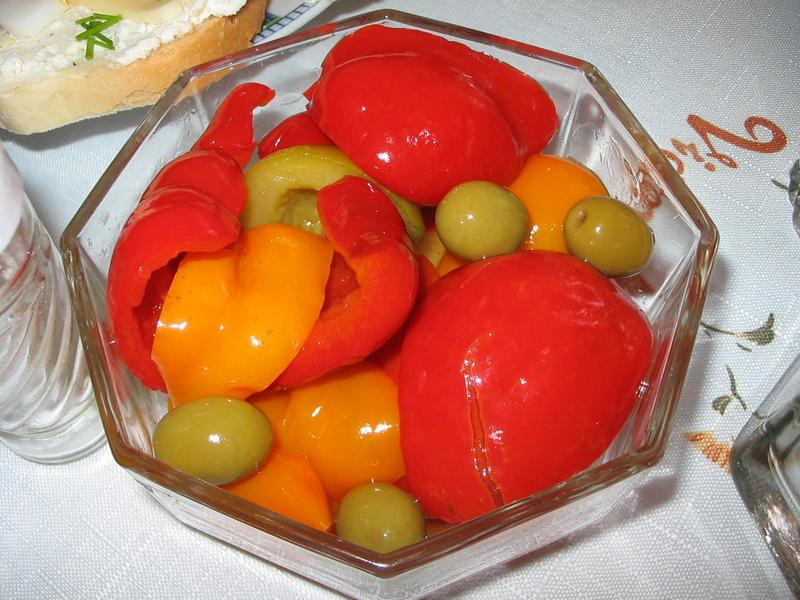
Салат із маринованої ротунди та перцю і оливок
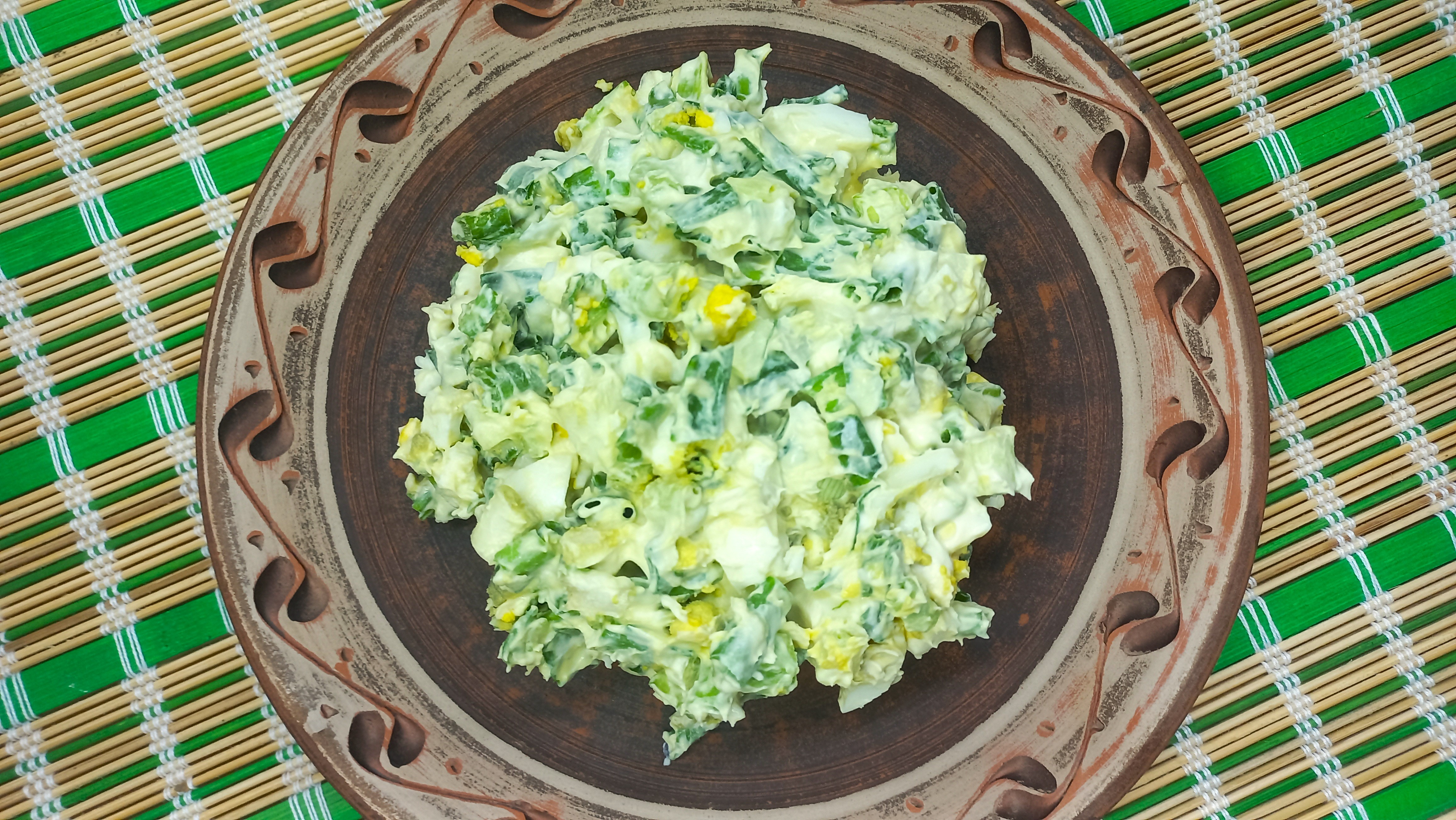
Салат з цибулею, яйцем та сметаною
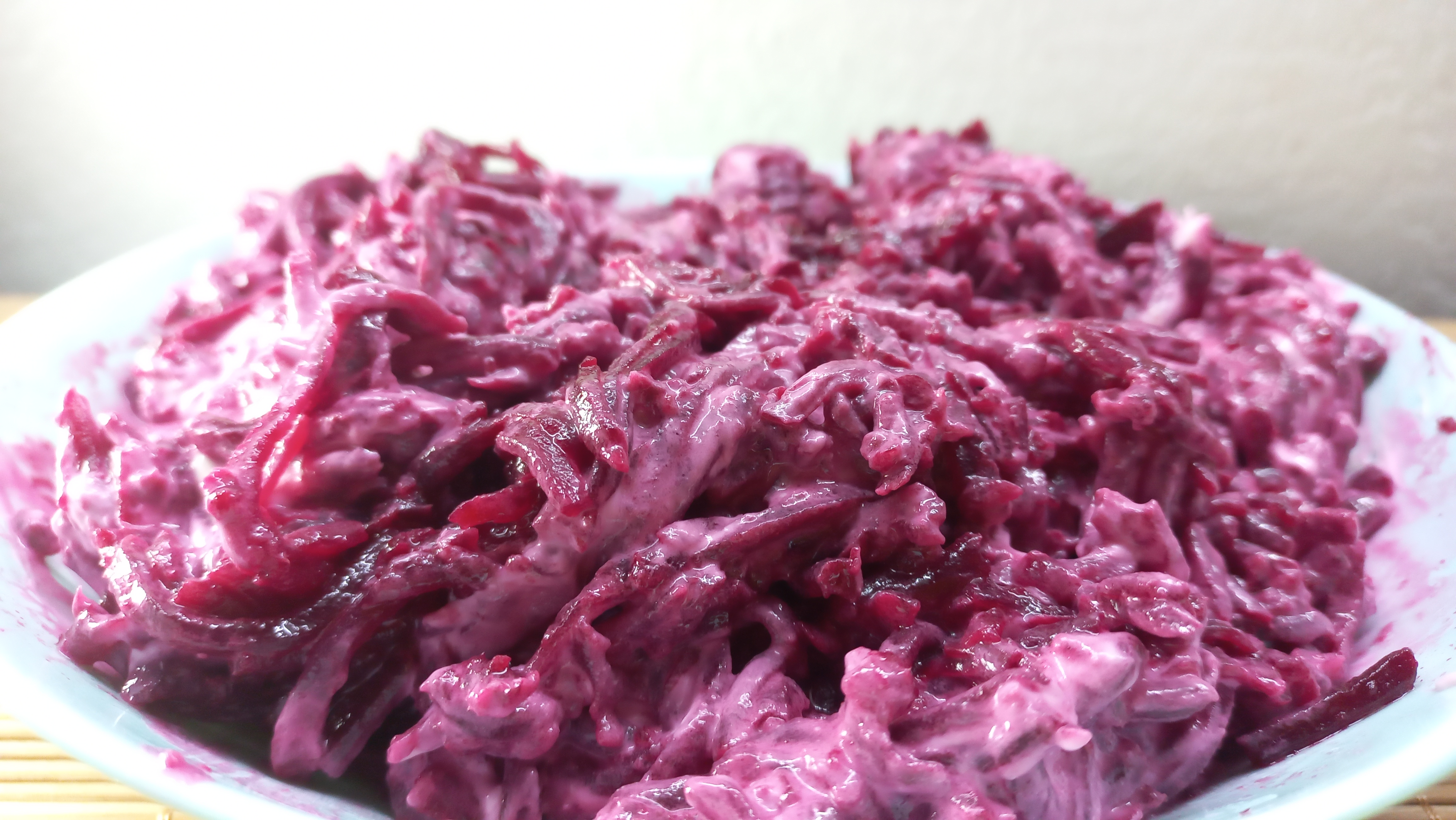
Салат з буряком та сметаною
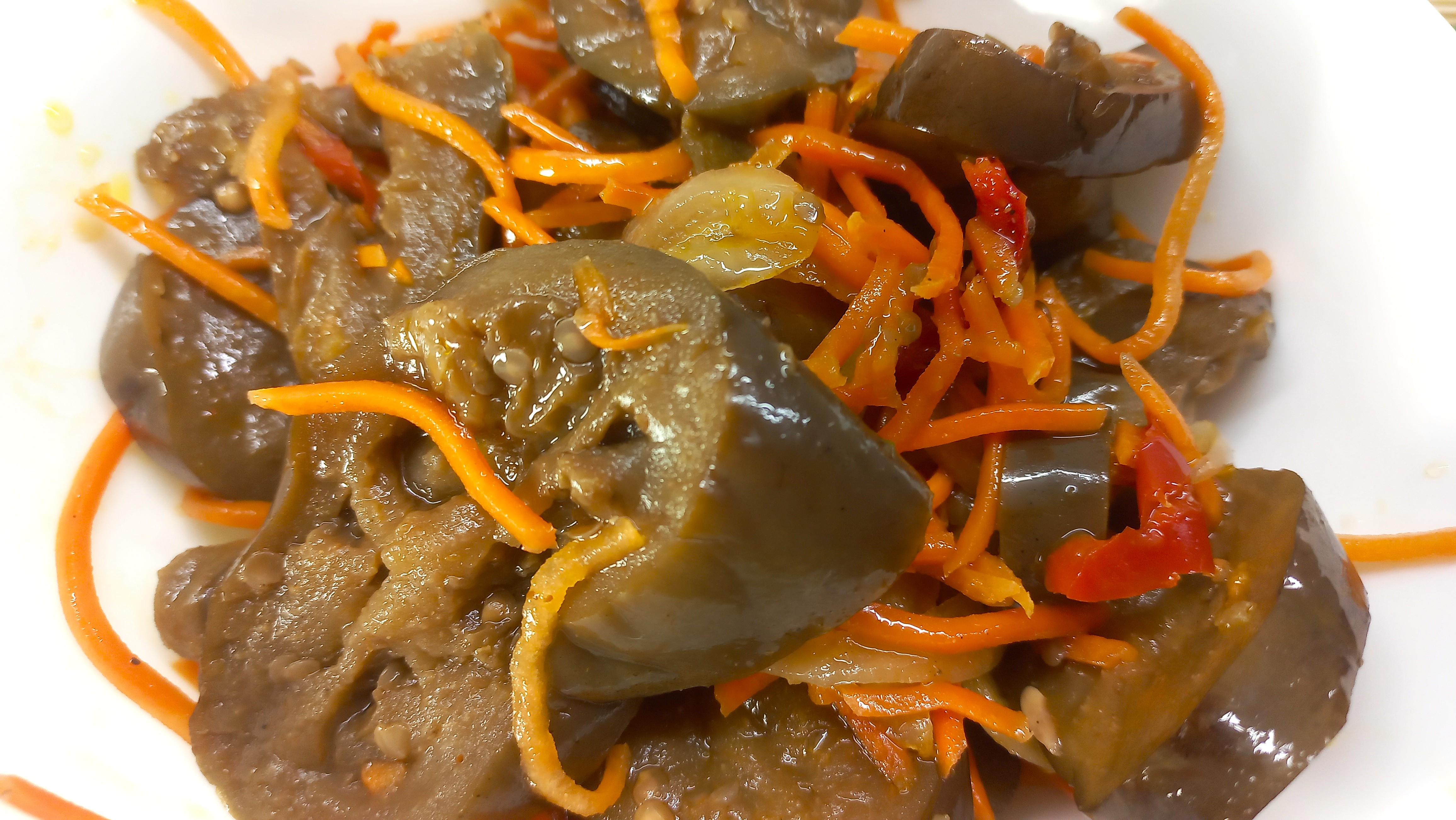
Мариновані баклажани з морквою, перцем та часником